# Nozomi Sasaki
Nozomi Sasaki (佐々 木希 Sasaki Nozomi?,  Akita, Japón, 8 de febrero de 1988), conocida anteriormente como Nozomi, es una actriz y ex-modelo  japonesa. Posteriormente, cuando terminó su carrera como modelo de casi 7 años, ganó gran popularidad como gravure idol y comentarista / portavoz principal del ringside de la competencia de artes marciales mixtas Dream Fighting Championships y la competencia K-1 World Max de kickboxing desde 2009.
Desde finales de 2008, ha lanzado cinco fotolibros y dos DVD, y también ha hecho innumerables apariciones en televisión, revistas y anuncios no relacionados con la moda / cosméticos, incluidos los productos de té verde de Coca-Cola, los 3 productos de refrescos de Suntory, So-net, Willcom, Fujifilm, Kao, Rohto Pharmaceutical Co. y la línea de la marca Tisse de Seiko dedicada a ella. También ha respaldado una marca de accesorios, Cotton Cloud, desde junio de 2010 cuando se creó para ella y se abrió su primera tienda de banderas en Harajuku.
En 2010, debutó como cantante con el sencillo "Kamu to Funyan" (噛むとフニャン) en colaboración con el rapero Astro. El tema fue utilizado para los comerciales de goma de mascar de la marca Lotte Fit. Sasaki lanzó su primer álbum Nozomi Collection el 18 de abril de 2012. Se le dio el apodo de "No Mercy" por sus innumerables atrocidades reportadas hacia otras chicas del mundo del espectáculo con las que trabajó en su adolescencia, especialmente hacia actrices, modelos de glamour y modelos de moda de países extranjeros, a las que consideraba "gordas".
En 2017, se casó con el comediante y presentador de televisión Ken Watabe con quien tiene un hijo.

## Biografía

### Primeros años
Nació en la ciudad de Akita, donde cursó la escuela primaria y  secundaria, durante un corto periodo.

### Modelaje
Comenzó a modelar a la edad de 14 años para anuncios de moda y cosméticos. En sus últimos años dentro del modelaje, apareció por primera vez en la revista Pinky. Su primera portada fue la de julio de 2007, junto a Emi Suzuki. 
Ha sido modelo de las revistas, "PINKY", "non-no", "Oggi"; y actualmente lo es de "with". 

### Gravure
Inició en el gravure, luego de ganar peso intencionalmente. Su primera aparición fue en la revista semanal de manga Young Jump en 2005, y en 2006 en la revista de modas Pinky. Ella hizo su primer aterrizaje en la tapa superior de Young Jump en mayo de 2007.
Su primer fotolibro titulado Nozomi fue lanzado en agosto de 2008, y en septiembre de 2009 lanzó su primer DVD, Weekly Young Jump Premium DVD: nozomi.  Lanzó su segundo DVD, Dolly, y dos fotolibro, Sasaki Nozomi en Tenshi no Koi y Non, en 2009.

### Revistas
- Pinky, Shueisha 2004-2009, como modelo exclusiva desde 2006 hasta 2009

- Non-no, Shueisha 1971-, como modelo regular desde enero de 2010 hasta 2013

- Oggi, Shogakukan 1991-, como modelo regular desde 2010

- With, Kodansha 1981-, como modelo regular desde 2013

### Fotolibro
- Nozomi (1 de agosto de 2009) - Shueisha
- Sasaki Nozomi in Tenshi no Koi (31 de octubre de 2009) - Kadokawa
- Non (21 de noviembre de 2009) - Shueisha
- Prism (30 de marzo de 2010) -

Gentosha 
- Nozokimi (julio de 2010) -  Gentosha
- Non♡non (1 de diciembre de 2011) - Shueisha
- Sasakiki (5 de septiembre de 2013) - Shueisha

## Filmografía

### Televisión
- Kami no Shizuku (2009, NTV)
- Shaken Baby! (2010, Fuji TV)
- Straight Man (2010, Fuji TV y Kansai TV)
- Dohyo Girl (2010, MBS)
- Sazae-san 3 (2011, Fuji TV)
- Propose Kyodai (2011, Fuji TV)
- Kaito Royale (2011, TBS)
- All She Was Worth (2011, TV Asahi)
- Koi Nante Zeitaku ga Watashi ni Ochite Kuru no Darouka? (2012, Fuji TV)
- TOKYO Airport: Air Traffic Controller (2012, Fuji TV)
- Otenki Onee-san (2013, TV Asahi)
- Yonimo Kimyō na Monogatari 2013 Haru no Tokubetsuhen (2013, Fuji TV)
- Umi no Ue no Sinryōjo (2013, Fuji TV)
- Koi Suru Eve (2013, NTV)
- Hoshi Shinichi Mystery Special Kiri no Hoshi de (2014, Fuji TV)
- First Class (2014, Fuji TV)
- Cabin Attendant Keiji: New York Satsujin Jiken (2014, Fuji TV)
- A Chef of Nobunaga (2014, TV Asahi)
- Hissatsu Shigotonin 2014 (2014, TV Asahi)
- Kurofuku Monogatari (2014, TV Asahi)
- Kekkon ni Ichiban Chikakute Tōi Onna (2015, NTV)
- Scapegoat (2015, WOWOW)
- I'm Home (2015, TV Asahi)
- The Last Cop (2015, NTV)
- Shizumanu Taiyō (2016, WOWOW)
- Ame ga Furu to Kimi wa Yasashii (2017, Hulu)

### Películas
- Handsome Suit (2008), Remi
- My Rainy Days (2009), Rio Ozawa
- Afro Tanaka (2012), Aya Kato
- Paikaji Nankai Sakusen (2012), Kimi
- Sango Ranger (2013), Risa Shimabukuro
- Fu-Zoku Changed My Life (2013), Kayo
- Ju-on: Beginning of the End (2014), Yui Ikuno
- The Furthest End Awaits (2015), Eriko Yamazaki
- Ju-on: The Final (2015), Yui Shōno
- Enishi: The Bride of Izumo (2016), Maki Īzuka
- Lost and Found (2016), Nanami Kiyokawa
- Kanon (2016), Akane Kishimoto
- The Loud House (2016), Lincoln Loud
- Desperate Sunflowers (2016), Marina Kamiya
- My Korean Teacher (Ikinawa Sensei) (2016), Sakura
- The Last Cop: The Movie (2017), Yui Suzuki
- Tokyo Ghoul (2017), Kaya Irimi
- Itō-kun A to E (2018), Tomomi Shimahara (A)
- Issa (TBA), Kiku

### Programas de televisión
- Kobe Collection Tokyo Runway (2013)
- Tokyo Girls Collection (2008-2013)
- Kobe Collection 2009 A / W (2009)

### Doblaje
- Kong: La Isla Calavera (2017), Mason Weaver (narración en japonés de Brie Larson)

## Discografía

### Álbum
- Nozomi Collection (18 de abril de 2012, Sony Music Japan)

### Sencillos
- Kamu to Funyan" (噛むとフニャン) feat. Astro (21 de julio de 2010, Sony Music Japan)
- "Jin Jin Jingle Bell" (ジン ジン ジングルベル) feat. Pentaphonic (24 de noviembre de 2010, Sony Music Japan)
- "Happy Beep Happy Beep Happy Beep Po" (パペピプ♪パピペプ♪パペピプポ♪) (26 de octubre de 2011, Sony Music Japan)

## DVD
- Nozomi [DVD] ([IV] Nozomi Sasaki - Weekly Young Jump Premium)
- Dolly [DVD] (Nozomi Sasaki Dolly)

## Videos musicales
- Lil'B - Tsunaidate
- Adult Mode - Goodbye Goodbye
- Aqua Timez - B with U